# Panicum trichocladum
Panicum trichocladum är en gräsart som beskrevs av Karl Moritz Schumann. Panicum trichocladum ingår i släktet vipphirser, och familjen gräs. Inga underarter finns listade i Catalogue of Life.